# Faverolles, Aisne

Faverolles este o comună în departamentul Ain, Franța. În 1 ianuarie 2022 avea o populație de 351 de locuitori.